# Карсы
Карсы — село в Троицком районе Челябинской области. Административный центр Карсинского сельского поселения.

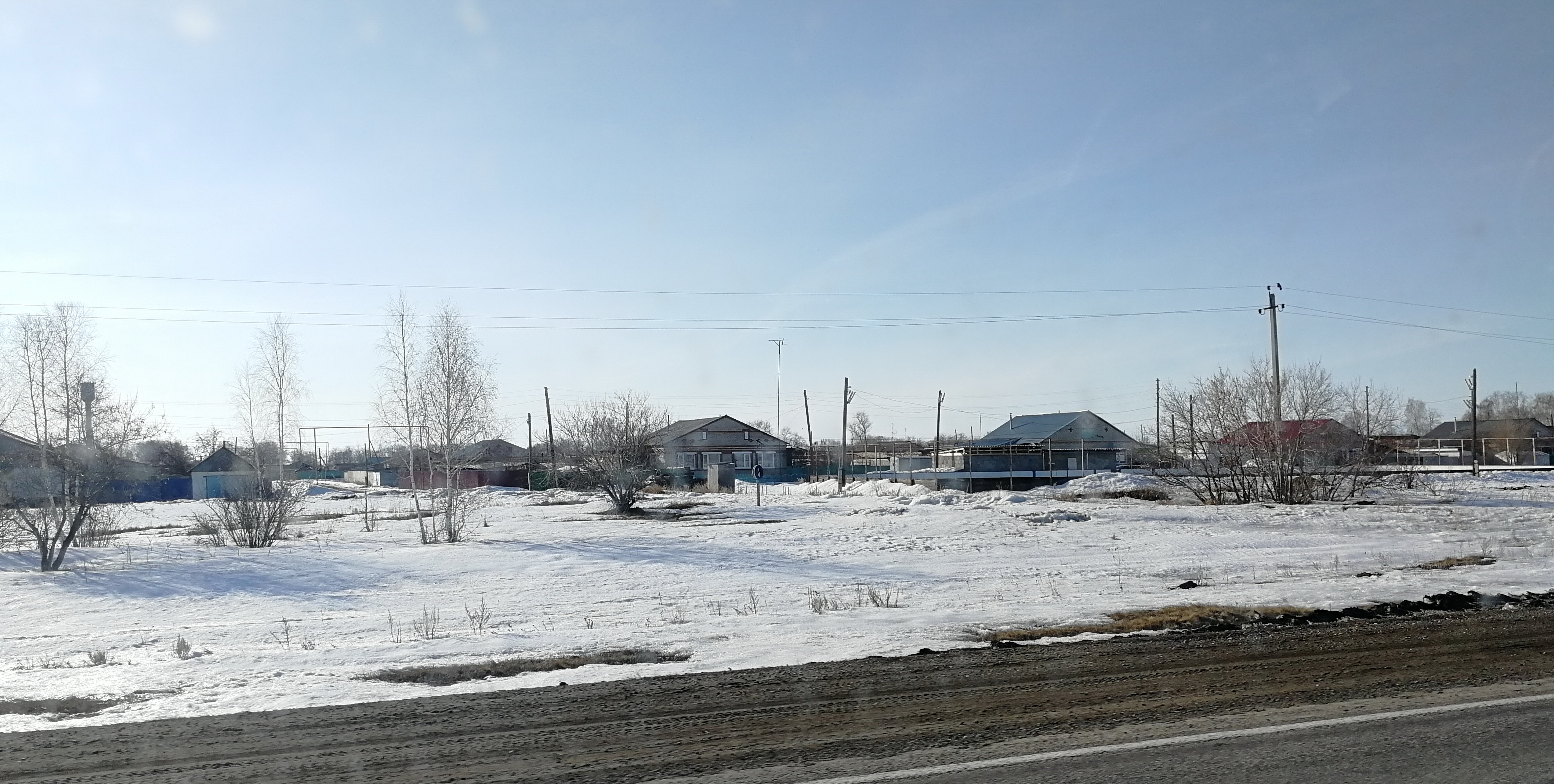
Карсы, улица

## География
Через село протекает пересыхающая речка Усть-лама. Расположено в центральной части района, на старинной дороге в Челябинск. Рельеф — равнина (Западно-Сибирская равнина); ближайшие высота — 229 и 231 м. Ландшафт — лесостепь. В окрестностях — редкие перелески; у северо-западной окраины — небольшой пруд.
Село связано шоссейными дорогами с соседними населенными пунктами; вдоль восточной окраины проходит автомагистраль Челябинск — Астана (Республика Казахстан), в 4 км к востоку  — ЮУЖД. Расстояние до районного центра города Троицка, 25 км.

## История
В середине XVIII века в 23 верстах от г. Троицка на речке Услама (притока реки Увелька, сейчас ручей Большой Лог) образовался Смолинский ям - почтовая станция (согласно картам Уфимского наместничества 1792 г и Оренбургской губернии 1797 г., но позже почтовая станция называлась  Ям-Устьламинский (по сведениям Генеральной карты Оренбургской губернии 1824 г.). Позже на месте Яма образовалось заимка Галамова и хутор исправника Мисаилова, которые в начале XIX века соединились между собой (подтверждается Планом генерального межевания Троицкого уезда Оренбургской губернии ч. 1).  Во второй половине XIX века Карсъ находился в составе Нижнеувельской ст-цы. Есть предположение что поселение Карсы было названо в честь взятия рус. войсками тур. креп. Карс в ходе рус.-тур. войны и было заселилено отставными солдаты и государственными крестьянами — 123 чел. За поселком закрепили 7536 дес угодий, в т. ч. пашни — 5205, лугов — 113 дес. 
К концу 1880-х гг. построена бревенчатая церковь. 
В 1930 организован колхоз «Опытник» (в 1939 переим. в колхоз им. Сталина, в 1961 — в колхоз им. 22-го съезда КПСС; с 1970 предс. был Н. З. Пышкин).
В 1992 колхоз был реорганизован, на его базе создано СХПП «Карсы».

## Население
| 2002 | 2010  |
| ---- | ----- |
| 1055 | ↘1030 |

По данным Всероссийской переписи, в 2010 году численность населения села составляла 1030 человек (480 мужчин и 550 женщин).
(в 1873 — 556, в 1889 — 460, в 1900 — 710, в 1926 — 1012, в 1950 — 661, в 1963 — 828, в 1971 — 912, в 1983 — 850, в 1995 — 996)

## Улицы
Уличная сеть села состоит из 6 улиц и 5 переулков.
- Переулок Блюхера
- Восточная улица
- Зеленая улица
- Колхозный переулок
- Переулок Коммуны
- Кооперативный переулок
- Набережная улица
- Октябрьская улица
- Улица Солодовникова
- Переулок Томина
- Ямская улица